# 珠江新城旅客自动输送系统
珠江新城旅客自動輸送系統（英語：Zhujiang New Town Automated People Mover System，简称：APM线；工程名：广州市珠江新城核心区市政交通项目旅客自动输送系统）是广州地铁一條營運中的路線。该线屬於中運量大眾捷運系統，是廣州第一條使用膠輪路軌系統的路線。线路代表色為天藍色。

## 概要

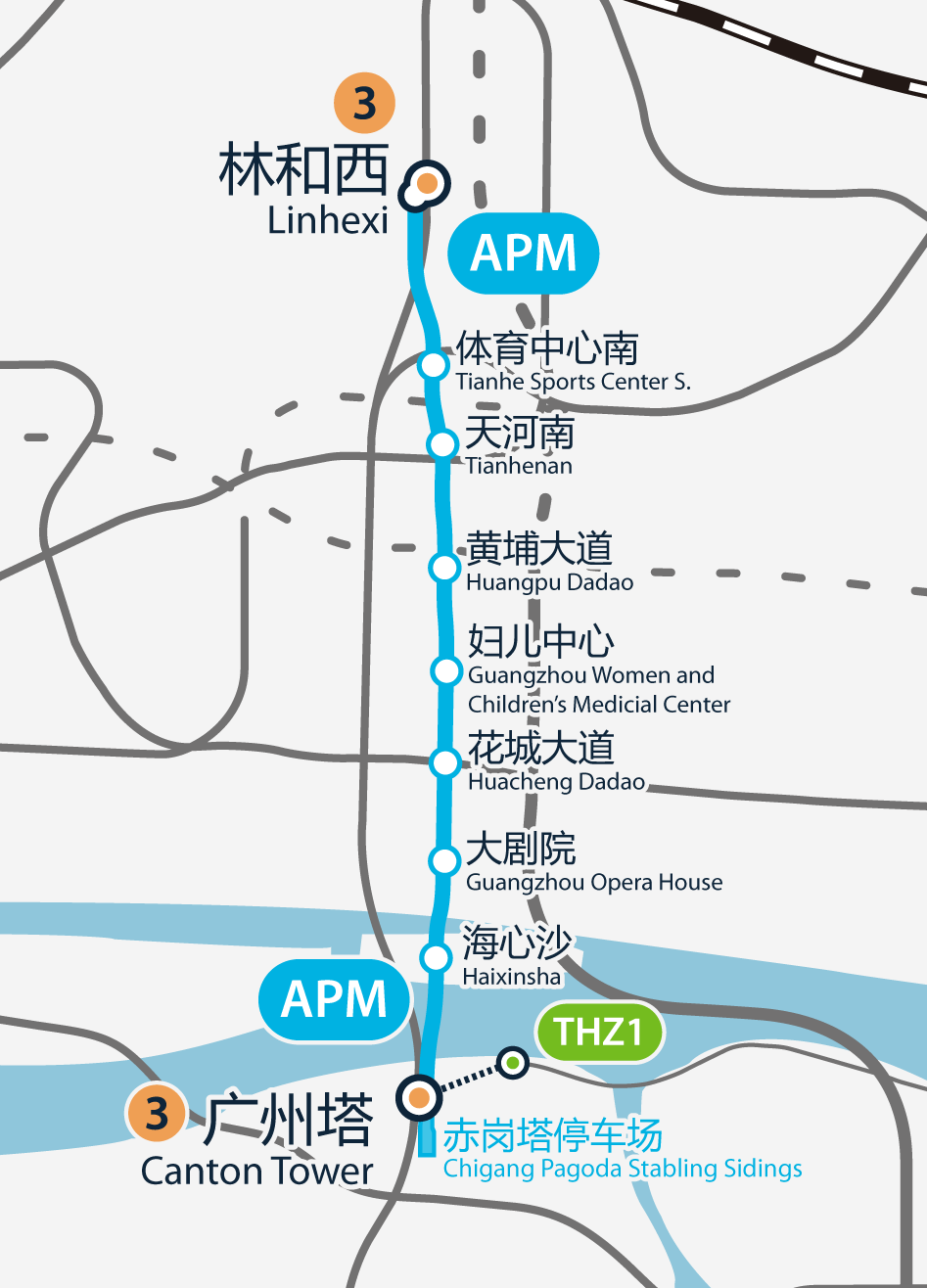
APM線路圖，按真實走向比例繪畫

APM線南起海珠区的广州塔，向北下穿珠江主航道到达海心沙，再經過珠江新城花城广场中軸線，經過天河体育中心到達林和西站。线路全长3.94公里，全部采用地下路线，共设9座车站，1座地下车辆维修中心（即赤岗塔停车场，停车场内设有控制中心）。
APM線9个车站中，广州塔、黄埔大道、体育中心南及林和西四站采用明挖法建造。大剧院、花城大道、妇儿中心这三站则跟珠江新城地下空间合建。天河南站则采用明挖法以及暗挖法建造站台，亦是全线有暗挖站台的车站。海心沙站由于土地置换工作缓慢，则是采用先盾构通过，后明挖车站的方法建造，以节省建设时间。
至于隧道区间，广州塔至大剧院、妇儿中心至天河南、天河南至林和西区间为盾构区间。其中，林和西至体育中心南上跨3号线林和西至体育西路的区间隧道，而黄埔大道至天河南则下穿1号线的区间隧道。其余区间除上跨5号线隧道的部分采用矿山法建造外，均采用明挖法建造。

## 歷史
珠江新城旅客自动输送系统于2006年6月30日在林和西站工地正式开工，2007年全面开工。
2007年5月30日，广州地铁与庞巴迪运输集团签订系统供应合同。庞巴迪将向广州地铁提供CITYFLO 650列车控制系统、14辆CX-100车辆和18个专用道岔。
2007年9月，黄埔大道站-天河南站区间右线盾构机成功下穿1号线隧道；2008年1月1日，天河南站-体育中心南站区间左线盾构机抵达体育中心南站。至此天河南站-体育中心南站-林和西站区间双线贯通。同年6月8日凌晨，黄埔大道站-天河南站区间左线盾构机成功下穿1号线隧道，标志着黄埔大道站-天河南站区间双线贯通。2009年4月19日，赤岗塔至广州大剧院区间右线隧道贯通。
2010年3月30日，首列APM线列车运抵赤岗塔停车场。
2010年11月8日，APM线开通观光试运行。赤岗塔站、海心沙站因亚运安保要求不对外开放，列车以歌剧院站为临时终点站；列車到達歌劇院站清客後，會繼續經海心沙站前往赤崗塔站，並在該站折返。11月12日和27日亚运开闭幕式当天，APM线全线暂停运营；11月28日，APM线恢复运营，赤岗塔站亦在该日开通。
2011年2月24日，海心沙站开通，同日服务时间延长为8:00-22:30。
2011年4月20日，最后两辆客车（M1A002、M1A009）运抵赤岗塔停车场。至此，APM线一期7列（14辆）客车全部到货。
2013年12月底，本线赤岗塔站和歌剧院站正式更名为广州塔站和大剧院站。

## 车站
APM線目前共设有9座车站。其中两个终点站林和西站与广州塔站有通道连接到地铁3号线的同名车站，可出闸后在站内换乘。
APM線最大站间距693.5m，为体育中心南站至林和西站区间；最小站间距为315.5m，为天河南站至体育中心南站区间；平均站间距473.4m。
全线车站的站台均为岛式站台，站台有效长度为40米。两侧均设有松下电工提供的屏蔽门，而屏蔽门的控制部件由美国Horton Door提供。
| 車站編號 | 站名及配色                        | 站名及配色                        | 换乘路线                                                    | 所在地                            | 啟用時間                          | 车站形式                          |
| 珠江新城旅客自動輸送系統（APM线） | 珠江新城旅客自動輸送系統（APM线） | 珠江新城旅客自動輸送系統（APM线） | 珠江新城旅客自動輸送系統（APM线）                           | 珠江新城旅客自動輸送系統（APM线） | 珠江新城旅客自動輸送系統（APM线） | 珠江新城旅客自動輸送系統（APM线） |
| --- | --------------------------------- | --------------------------------- | ----------------------------------------------------------- | --------------------------------- | --------------------------------- | --------------------------------- |
| APM01 |                                   | 广州塔                            | 3号线 309 广州塔站：海珠有轨1号线 THZ101                    | 海珠区                            | 2010年11月28日[HXS]               | 地下岛式站台                      |
| APM02 |                                   | 海心沙                            |                                                             | 天河区                            | 2011年2月24日[HXS]                | 地下岛式站台                      |
| APM03 |                                   | 大剧院                            |                                                             | 天河区                            | 2010年11月8日                     | 地下岛式站台                      |
| APM04 |                                   | 花城大道                          |                                                             | 天河区                            | 2010年11月8日                     | 地下岛式站台                      |
| APM05 |                                   | 妇儿中心                          |                                                             | 天河区                            | 2010年11月8日                     | 地下岛式站台                      |
| APM06 |                                   | 黃埔大道                          |                                                             | 天河区                            | 2010年11月8日                     | 地下岛式站台                      |
| APM07 |                                   | 天河南                            | 體育西路站[TYX]：1号线 114、3号线 311 天河路站[THR]：10号线 | 天河区                            | 2010年11月8日                     | 地下岛式站台                      |
| APM08 |                                   | 体育中心南                        |                                                             | 天河区                            | 2010年11月8日                     | 地下岛式站台                      |
| APM09 |                                   | 林和西                            | 3号线 317                                                   | 天河区                            | 2010年11月8日                     | 地下岛式站台                      |
| 註釋 |                                   |                                   |                                                             |                                   |                                   |                                   |
| - 所有以斜体标识的线路和车站均未开通。 - HXS 由於海心沙島作為亞運開閉幕式場館的安保需要，海心沙站及赤崗塔站（現廣州塔站）無法在2010年11月8日隨全線啟用。但列車仍然不載客經過這兩個車站，直至兩站分別啟用。 - TYH 体育西路站和天河南站之间通过天环广场人行通道连接，车站A出入口指示可前往体育西路站B出入口。唯现时地铁运营方并未把两站视作一组换乘站。 - THR 天河路站與體育西路站之间的换乘通道計劃與现有的体育西路站至天河南站的人行通道連通。 |                                   |                                   |                                                             |                                   |                                   |                                   |
| 论 编 |                                   |                                   |                                                             |                                   |                                   |                                   |

## 列车

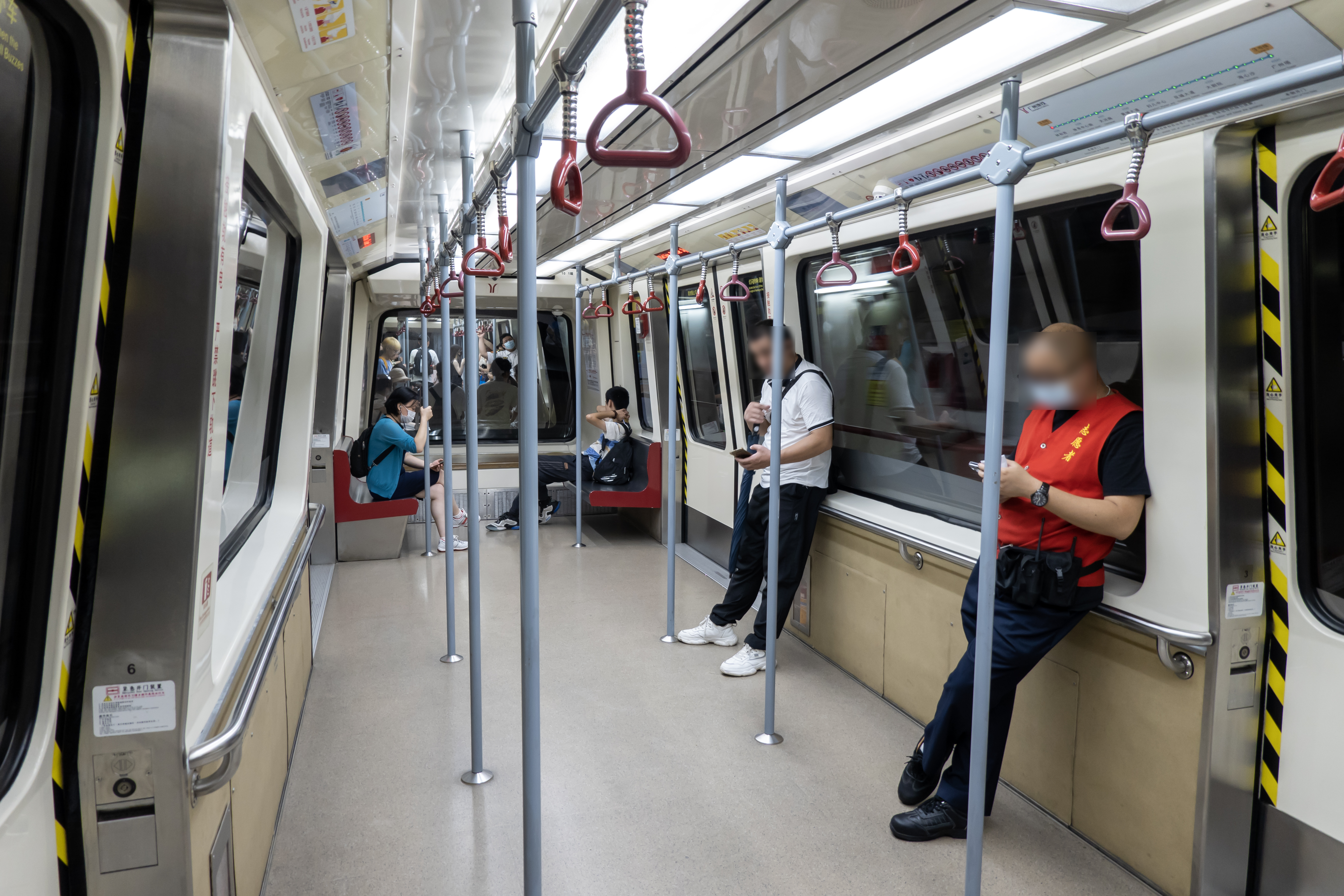
APM线列车内部

APM线采用的14辆庞巴迪Innovia APM 100列车由庞巴迪位于美国匹兹堡的工厂制造，继续保留美国纽约黑色车牌号“NY XXXXX”，并于同年3月送抵赤岗塔车辆基地。
每辆列车长12.8米，宽2.8米，高3.4米，重15吨，最高行驶速度为55km/h，每节车厢在两侧均设有两组对开的外挂门。
列车采用配套的庞巴迪CITYFLO 650控制系统，能实现无人驾驶、移动闭塞等功能。路线最大运载能力为单向每小时4,500人。
APM线自开通营运起，列车均使用2节编组，未来可扩编成3节编组。

## 行車安排
APM線採取單一路線營運，所有列車皆往返林和西站及廣州塔站之間。
APM线观光试运行期间服务时间为8:00-20:00，此后逐步延长运营时间。2011年2月19日、2月24日、11月8日，分别延长服务时间至21:00、22:30、23:00；2012年12月3日再提早发车时间至7:00。2014年10月4日起，全线再延迟半小时收车，即目前的服务时间为7:00至23:30。

## 乘客量
珠江新城旅客自動輸送系統作為珠江新城內花城廣場的配套交通設施，全線沿廣州新中軸線行走，補充3號線未能行經的新中軸線天河段的覆蓋。在開通初期，花城廣場兩側仍未發展完成，且中軸線地下空間商場花城薈商家進駐情況不佳；同時線路兩端都是僅一站之差而未能通往3號線兩大換乘站：廣州東站及客村站，對3號線乘客吸引力不足。導致本線直到2014年中，工作日在鄰近的3號線非常擁擠的情況下，都只在高峰期有一定客流，非高峰期更門可羅雀。當時作為起点的广州塔站在早高峰不需铁马，而这已是全线客流最大的车站。根据地铁公司提供的数据，截至2014年7月，APM线日均客流为29,034人次，不到三年前预测值5万人次的6成。
後來隨著花城廣場逐步建成，鄰近寫字樓和下方的花城薈商場有更多公司和商家進駐，同時車站與鄰近建築地庫的連接通道陸續開通，吸引越來越多的乘客選乘APM線進行通勤或購物休閒；而3號線中段的擁擠情況日益嚴重，亦迫使部分3號線的乘客轉投APM線，以避開體育西路及珠江新城兩站的巨大人潮。因此現時APM線的客流大幅增長，但運力並未能得到提升，令高峰期列車內亦出現擠迫的情況。如適逢花城廣場、海心沙及廣州塔週邊舉辦大型活動，APM線的客流更會被大幅推高，有時甚至需要配合安保要求，臨時關閉大劇院至廣州塔等多個車站。全线在2018年的日均客流量为4.9万人次，达到初期预测值。

## 收費模式

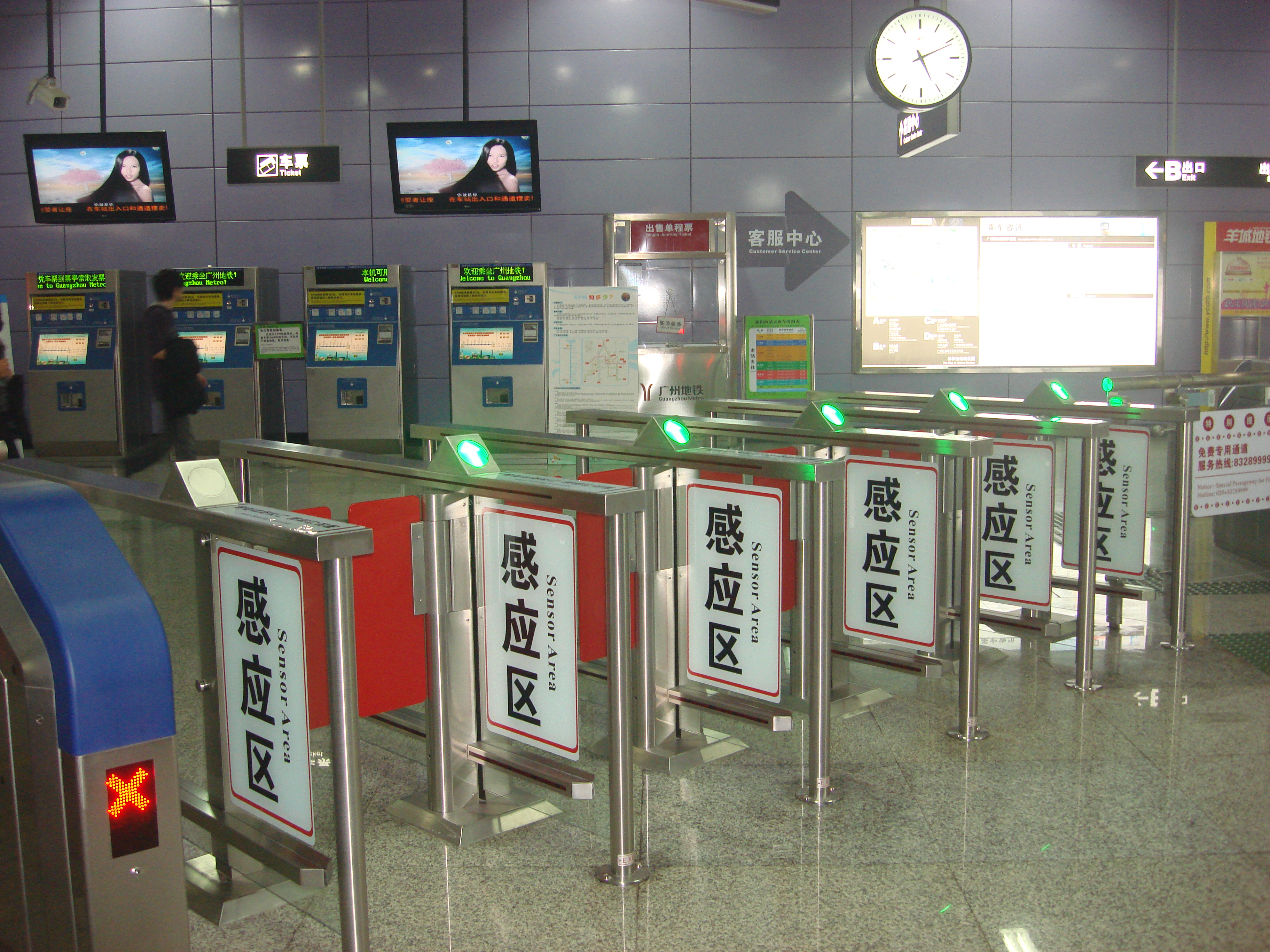
APM线出闸机，当人靠近时即会自动开门。

珠江新城旅客自动输送系统车票採用一票制，独立收费；票价不論距離一律2元，换乘地铁需另外购票，普通羊城通、广佛通及具有羊城通和广佛通标识的岭南通、交通联合交通卡可享受广州市公共交通优惠。
系统的单程票依然采用与广州地铁目前技术一致的筹码型IC卡单程票。检票方式与中国大陆多数轨道交通系统不同：乘客进站时将單程票投入闸机；而使用交通卡的乘客，则在进站拍卡时直接扣除車資。出站時乘客只需直接走进闸机，闸机門板会自動打开，不需驗票。

## 争议

### 造价
珠江新城APM长度虽仅为3.94公里，但工程的总造价却高达惊人的21亿元人民币。据《新快報》披露，珠江新城旅客自动输送系统初期投资额高达17.8亿元，后更增加至21亿元；当中一列两节车厢的进口列车约合2,600万元，而同为进口、含有6节车厢的1号线列车造价为1,047.6万元。这些数字在早前的新闻报道中只字未提。不單如此，原来由市城建资金、地铁专项资金安排最后卻變為由财政资金、企业自筹资金及银行贷款解决。而且APM啟用的前两个月内，日均客流僅七千人，與地铁公司预计的2010年至2011年日均客流量5万人次相距甚遠。
面對這些情況，规划专家在1月25日接受《新快报》采访时則表示“如今评价为时尚早”，並解釋說因为APM是为CBD的上班族所建，如今在这里上班的人与规划就业人口还相差甚远。“所以，要看APM发挥了多大作用，应该在十年之后”。而正在参加廣東省十一届人大四次会议的广州地铁前总经理、廣東省人大代表卢光霖1月26日在接受採訪時則表示，未来APM的功能将在珠江新城配套设施興建完毕，20多万人进驻时才能显现。但二人均没有对极为昂贵的工程造价作出回应。

### 运力
虽然地铁公司宣称APM线运载能力能够达到“单向每小时10,028人”的高运量，但实际上在广州地铁只购进了14辆车的情况下，运力最高只能达到4,500人单向每小时。现时APM线在客流高峰期已出现始发站已接近满员的情况，因此地铁方面于2023年开始计划为本线增购列车。

### 建造质量

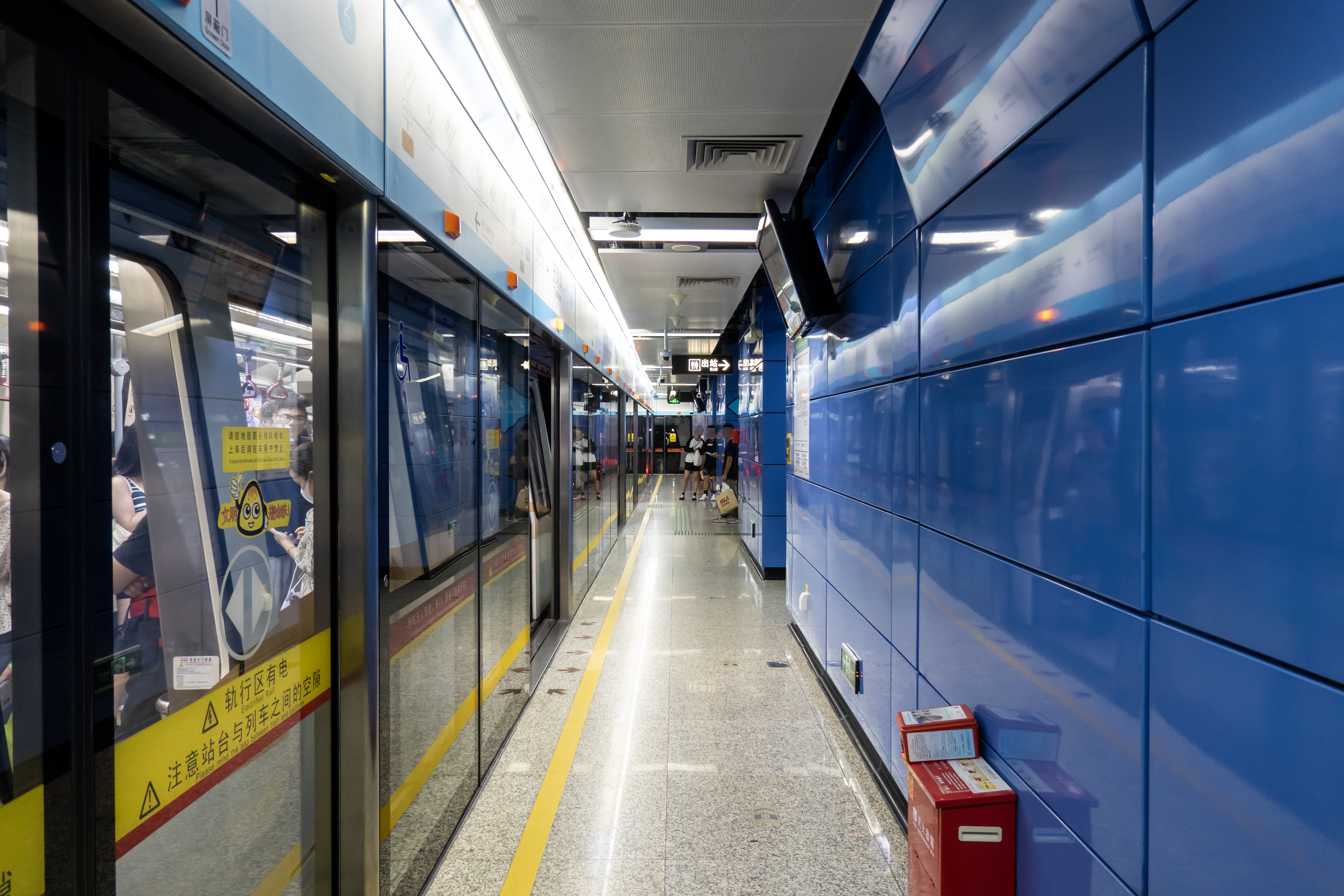
天河南站狭窄的站台

2011年4月，有自称知情人士向《新快报》举报称，APM线设计不符合国家建设部颁布的《地铁设计规范》，存有安全隐患，并质疑APM线造价不低于普通地铁，但设计标准却不如后者。以天河南站为例，该站站厅与站台的公共区域不设扶手电梯或楼梯连接，此外该站的站台非常细小狭窄，宽度只有1.7m，而车站也只有一个出入口。广州地铁对此回应称，APM线不适用于《地铁设计规范》，因此不存在不合规的问题，并称能应对客流冲击，但没有透露线路适用的技术规范。
一个月后，广州突发多次暴雨，APM线多个车站出现不同程度的漏水；珠江新城地下空间业主新中轴公司在一周后称完成修复，但再次经历大雨后仍继续有漏水。对此新中轴公司称，花城广场地下空间在排水设计上考虑不周，施工方又存在赶工的问题，导致排水设施不畅，而部分车站所处位置地势较低，故出现漏水问题。

## 事故
2016年2月18日8时和2017年1月13日10时，APM线各发生一起列车出站后突发故障停留在区间内无法启动，造成车上乘客被困逾半小时的事件。

## 未来发展

### 南延段
2014年8月上旬，市规划局在“四馆一园”建筑设计竞赛的发布会上，透露廣州塔以南的嶺南廣場下方規劃有APM南延線。市规划局相关人士同時表示，“四馆一园”的规划设计将把APM南延线纳入考量。同時根據交通規劃的建議，APM南延線可能分別於赤崗塔附近及新港中路設兩個車站。赤崗塔附近的車站將連接12號線及28號線的換乘站（即赤岗塔站），该站建设时亦已预留APM线穿过的位置；而位於新港中路的終點站將連接客村站，換乘8號線及3號線。但是目前APM南延线仍属于概念性规划，具体方案仍未确定。

### 车辆及信号系统改造
2023年4月，广州地铁对APM线车辆增购及配套工程的项目建议书及可行性报告委托编制项目进行比选。根据比选公告，APM线即将面临运力不足、信号及车辆部分设备设计寿命到限等多项问题，影响线路后续运营，故地铁方面拟开展车辆增购及配套工程相关工作。比选文件透露，APM线使用的进口Innovia APM 100型列车及信号系统已停产，已出现备件采购难、无售后支持等问题，且车辆未设置再生制动功能，牵引能耗高，因此有必要进行相关升级工程。
2025年8月，广州地铁发布APM线更新改造工程设计的招标公告，当中包括对车辆电气系统进行整体更新改造，全线信号系统亦将按CBTC-FAO方案改造，并同步更新通信、监控、站台门等配套系统。改造工程计划于2030年完成，随后逐步拆除旧有设备。是次工程不会扩建赤岗塔停车场，项目建议书亦未提及列车增购、线路南延等计划。